# Nyctemera acceptum
Nyctemera acceptum là một loài bướm đêm thuộc phân họ Arctiinae, họ Erebidae.